# Banda desenhada na África

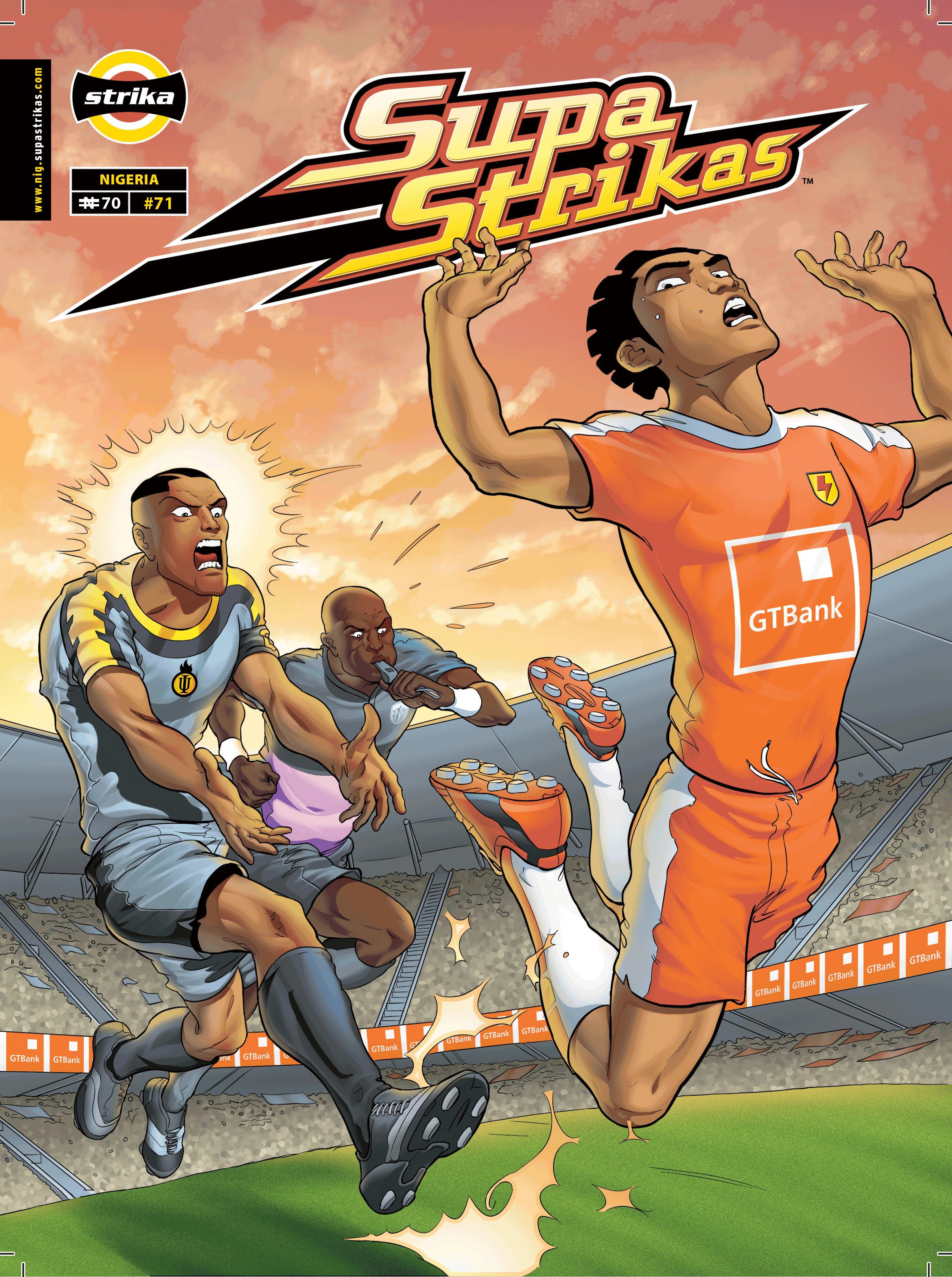
Capa de Supa Strikas

Banda desenhada africana se refere as diversas manifestações de banda desenhada no Continente africano, até o século XX, a banda desenhada encontrada em colônias na África eram principalmente de países colonizadores, como a França e a Bélgica.
"Expostos recentemente em instituições como a Bienal de Dakar de 2006 e o Studio Museum no Harlem, em Nova Iorque, os exemplos de banda desenhada africana vêm alcançando cada vez mais reconhecimento internacional. De forma espirituosa e direta, essas obras abordam questões delicadas, muitas vezes sensíveis e problemáticas, como a censura política, a violação dos direitos humanos, a pandemia de SIDA, a tortura nas prisões ou o papel das mulheres na sociedade."
(Catálogo da 52ª Exposição Internacional de Arte da Bienal de Veneza – "Pense com os sentidos, sinta com a mente. A arte no presente", Marsilio, 2007)

## História
Segundo Christophe Cassiau-Haurie (2011), as primeiras tiras de banda desenhada surgem na imprensa africana no final do século XIX, ao lado de caricaturas e desenhos editoriais, no Egito, na África do Sul e na Ilha Maurício. A primeira revista a publicar histórias em quadrinhos modernas foi Karonga Kronikal, editada no Malawi entre 1915 e 1916, seguida por outros periódicos no então Congo Belga, a partir da década de 1920.
Ainda de acordo com Cassiau-Haurie, o primeiro álbum de quadrinhos disponível em línguas africanas foi A Mais Bela História (1947), de Gaston Courtois e Frédéric-Antonin Breysse, primeiro volume da série Belles Histoires et Belles Vies, traduzido para o swati e o suaíli. Uma das primeiras histórias em quadrinhos africanas escritas diretamente em uma língua local foi Matabaro, publicada a partir de 1954.
Essa forma de expressão artística teve grande impulso nas décadas de 1950 e 1960, inicialmente como veículo publicitário em países como Egito, Argélia, Congo e Nigéria. As primeiras narrativas desvinculadas da publicidade surgem em 1951, e com o avanço dos movimentos de independência nos anos 1960, autores africanos começaram a apropriar-se do gênero para expressar temas locais. No entanto, durante a década de 1970, com a ascensão de regimes autoritários, muitos criadores passaram a sofrer com a censura.
Entre as séries de maior sucesso está Supa Strikas, banda desenhada sobre futebol de origem sul-africana, que deu origem a uma série animada e foi distribuída em 17 países.
Em 2008, foi lançada na Holanda, a exposição mundial PICHA, dedicada a banda desenhada de dezesseis países africanos, picha é um palavra na língua suaíli para desenho, originária da palavra picture (imagem) da língua inglesa.

Entre os títulos mais emblemáticos estão: Goorgoorlu, de T. T. Fons (Senegal), que foi adaptado para a televisão, Aya de Yopougon, de Marguerite Abouet (Costa do Marfim), que também ganhou uma adaptação em longa-metragem de animação; além do já citado Supa Strikas.
No entanto, a banda desenhada africana hoje não pode ser reduzido à simples colonização cultural dos países ocidentais, embora existam em toda parte uma influência da produção europeia, como o estilo ligne claire da banda desenhada franco-belga, atualmente na Argélia, nota-se uma influência da banda desenhada japonesa nos chamados DZ-mangas.
Em 2016, a editora nigeriana Comic Republic iniciou a publicação de webcomics do género superaventura seguindo o modelo dos comics publicados nos Estados Unidos.

## Lista de autores

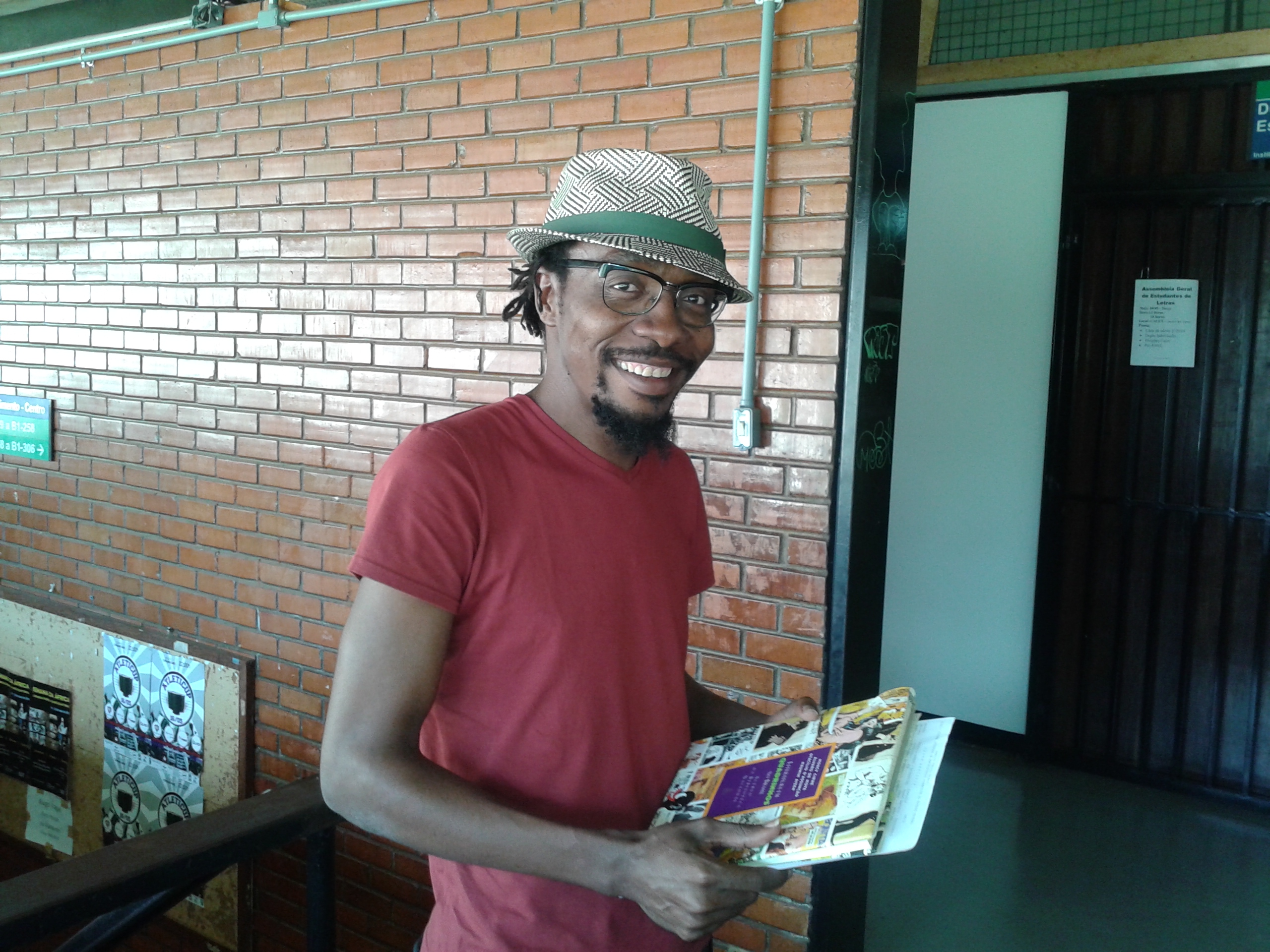
Ramón Esono Ebale

|                   |  |              |
| Marguerite Abouet |  | Hector Sonon |

Africa do Sul
- Karlien de Villiers
- Themba Siwela

Argélia
- Daiffa
- Brahim Guerroui
- Mokdad Amirouche
- Slim

Benim
- Hector Sonon

Burkina Faso
- Sylvestre

Camarões
- Achille Nzoda
- Bibi Benzo
- Mayval
- Hervé Nouther
- Almo the best
- Simon Mbumbo
- Christian BENGONO
- Christophe ngallé Edimo
- Toric Michael
- Georges Pondy
- Kangol
- Joelle Ebongue
- Youmbi Narcisse

República Centro-Africana
- Didier Kasai

Chade
- Adji Moussa
- Adjim Danngar
- Samy

República do Congo
- Barly Baruti
- Bob Kanza
- Willy Zekid

República Democrática do Congo
- Al Mata
- Alix Fuilu
- Bary Baruti
- Serge Diatantu
- Tembo Kash
- Curd Ridel
- Pat Masioni
- Hallain Paluku
- Alain Mata
- Fifi MUKUNA
- Pat Mombini
- Eric Salla
- Asimba bathy
- Jérémie Nsingi

Comores
- Moniri
- Mouridi

Costa do Marfim
- Benjamin Kouadio
- Marguerite Abouet

Gabão
- Pahé

Guiné Equatorial
- Ramón Esono Ebalé

Madagascar
- Dwa de Eric

Mali
- Massiré Tounkara

Marrocos
- Brahim Raïs
- Mohammed Nadrani
- Omar Ennaciri

Maurícia
- Eric Koo
- Li-AN
- Pov
- LAVAL NG

Quênia
- Frank Odoi

Nigéria
- Kola Fayemi
- Tayo Fatunia

Ruanda
- Jean-Claude Ngmuri

Senegal
- Ibrahim Mbengue
- Sambal Fall
- Salioune Sene
- T. T. Fons

República Togolesa
- Accoh Anani
- Accoh Mensah

Tunísia
- Gihèn